# Дзюдо на літніх Олімпійських іграх 2016 — кваліфікація
У статті представлено подробиці кваліфікації на змагання з дзюдо на літніх Олімпійських іграх 2016. Кваліфікацію пройшли 389 спортсменів з 136 країн, кожна країна максимально може заявити 14 спортсмені (сім чоловіків та сім жінок). Бразилія як господар змагань представлена максимальною кількістю спортсменів.
Кваліфікація проходила на основі офіційного рейтингу Міжнародної федерації дзюдо. Формування рейтингу розпочиналося 30 травня 2014 року та закінчувалося рівно через два роки 30 травня 2016 року.

## Список країн, що кваліфікувалися
| Країни                              | Чоловіки | Чоловіки | Чоловіки | Чоловіки | Чоловіки | Чоловіки | Чоловіки | Жінки | Жінки | Жінки | Жінки | Жінки | Жінки | Жінки  | Загалом |
| Країни                              | 60 кг    | 66 кг    | 73 кг    | 81 кг    | 90 кг    | 100 кг   | +100 кг  | 48 кг | 52 кг | 57 кг | 63 кг | 70 кг | 78 кг | +78 кг | Загалом |
| ----------------------------------- | -------- | -------- | -------- | -------- | -------- | -------- | -------- | ----- | ----- | ----- | ----- | ----- | ----- | ------ | ------- |
| Афганістан (AFG)                    |          |          |          |          |          | X        |          |       |       |       |       |       |       |        | 1       |
| Андорра (AND)                       |          |          |          |          |          |          |          |       |       |       | X     |       |       |        | 1       |
| Алжир (ALG)                         |          | X        |          |          | X        | X        | X        |       |       |       |       |       |       | X      | 5       |
| Американське Самоа (ASA)            |          |          | X        |          |          |          |          |       |       |       |       |       |       |        | 1       |
| Ангола (ANG)                        |          |          |          |          |          |          |          |       |       |       |       | X     |       |        | 1       |
| Аргентина (ARG)                     |          |          |          | X        |          |          |          | X     |       |       |       |       |       |        | 2       |
| Вірменія (ARM)                      | X        |          |          |          |          |          |          |       |       |       |       |       |       |        | 1       |
| Аруба (ARU)                         |          | X        |          |          |          |          |          |       |       |       |       |       |       |        | 1       |
| Австралія (AUS)                     | X        | X        | X        | X        |          |          |          | X     |       |       | X     |       | X     |        | 7       |
| Австрія (AUT)                       | X        |          |          |          |          |          | X        |       |       | X     | X     | X     |       |        | 5       |
| Азербайджан (AZE)                   | X        | X        | X        |          | X        | X        | X        |       |       |       |       |       |       |        | 6       |
| Білорусь (BLR)                      |          | X        |          |          |          |          |          |       | X     |       |       |       |       |        | 2       |
| Бельгія (BEL)                       |          | X        | X        | X        |          | X        |          | X     |       |       |       |       |       |        | 5       |
| Беліз (BIZ)                         |          |          |          |          | X        |          |          |       |       |       |       |       |       |        | 1       |
| Бенін (BEN)                         |          |          |          |          | X        |          |          |       |       |       |       |       |       |        | 1       |
| Болівія (BOL)                       |          |          |          |          | X        |          |          |       |       |       |       |       |       |        | 1       |
| Боснія і Герцеговина (BIH)          |          |          |          |          |          |          |          |       |       |       |       |       |       | X      | 1       |
| Ботсвана (BOT)                      | X        |          |          |          |          |          |          |       |       |       |       |       |       |        | 1       |
| Бразилія (BRA)                      | X        | X        | X        | X        | X        | X        | X        | X     | X     | X     | X     | X     | X     | X      | 14      |
| Болгарія (BUL)                      | X        |          |          | X        |          |          |          |       |       |       |       |       |       |        | 2       |
| Буркіна-Фасо (BUR)                  |          |          |          |          |          |          | X        |       |       |       |       |       |       |        | 1       |
| Бурунді (BDI)                       |          |          |          |          |          |          |          |       | X     |       |       |       |       |        | 1       |
| Камерун (CMR)                       |          |          |          |          |          |          |          |       |       |       |       |       | X     |        | 1       |
| Канада (CAN)                        | X        | X        | X        | X        |          | X        |          |       | X     | X     |       | X     |       |        | 8       |
| Чилі (CHI)                          |          |          |          |          | X        |          |          |       |       |       |       |       |       |        | 1       |
| Китай (CHN)                         |          | X        | X        |          | X        |          |          |       | X     |       | X     | X     | X     | X      | 8       |
| Колумбія (COL)                      |          |          |          |          |          |          |          |       |       | X     |       | X     |       |        | 2       |
| Республіка Конго (CGO)              |          |          |          |          |          |          | X        |       |       |       |       |       |       |        | 1       |
| Коста-Рика (CRC)                    |          |          | X        |          |          |          |          |       |       |       |       |       |       |        | 1       |
| Хорватія (CRO)                      |          |          |          |          |          |          |          |       |       |       |       | X     |       |        | 1       |
| Куба (CUB)                          |          |          | X        | X        | X        | X        | X        | X     |       |       | X     |       | X     | X      | 9       |
| Чехія (CZE)                         | X        |          | X        |          |          | X        |          |       |       |       |       |       |       |        | 3       |
| Домініканська Республіка (DOM)      |          | X        |          |          |          |          |          |       |       |       |       |       |       |        | 1       |
| Демократична Республіка Конго (COD) |          | X        |          |          |          |          |          |       |       |       |       |       |       |        | 1       |
| Джибуті (DJI)                       |          | X        |          |          |          |          |          |       |       |       |       |       |       |        | 1       |
| Еквадор (ECU)                       | X        |          |          |          |          |          | X        |       |       |       | X     |       |       |        | 3       |
| Єгипет (EGY)                        | X        |          | X        | X        |          | X        | X        |       |       |       |       |       |       |        | 5       |
| Сальвадор (ESA)                     |          |          |          | X        |          |          |          |       |       |       |       |       |       |        | 1       |
| Естонія (EST)                       |          |          |          |          |          | X        |          |       |       |       |       |       |       |        | 1       |
| Фіджі (FIJ)                         |          |          |          | X        |          |          |          |       |       |       |       |       |       |        | 1       |
| Фінляндія (FIN)                     | X        |          |          |          |          |          |          |       |       |       |       |       |       |        | 1       |
| Франція (FRA)                       | X        | X        | X        | X        | X        | X        | X        | X     | X     | X     | X     | X     | X     | X      | 14      |
| Габон (GAB)                         |          |          |          | X        |          |          |          |       |       |       |       |       | X     |        | 2       |
| Гамбія (GAM)                        |          |          | X        |          |          |          |          |       |       |       |       |       |       |        | 1       |
| Грузія (GEO)                        | X        | X        | X        | X        | X        | X        | X        |       |       |       |       | X     |       |        | 8       |
| Німеччина (GER)                     | X        | X        | X        | X        | X        | X        | X        |       | X     | X     | X     | X     | X     | X      | 13      |
| Гана (GHA)                          |          |          |          |          |          |          |          |       |       |       | X     |       |       |        | 1       |
| Велика Британія (GBR)               | X        | X        |          |          |          | X        |          |       |       | X     | X     | X     | X     |        | 7       |
| Греція (GRE)                        |          |          |          | X        | X        |          |          |       |       |       |       |       |       |        | 2       |
| Гватемала (GUA)                     | X        |          |          |          |          |          |          |       |       |       |       |       |       |        | 1       |
| Гвінея (GUI)                        |          |          |          |          |          |          |          |       |       |       | X     |       |       |        | 1       |
| Гвінея-Бісау (GBS)                  |          |          |          |          |          |          |          | X     |       |       |       |       |       |        | 1       |
| Гаїті (HAI)                         |          |          | X        |          |          |          |          |       |       |       |       |       |       |        | 1       |
| Гондурас (HON)                      |          |          |          |          |          |          | X        |       |       |       |       |       |       |        | 1       |
| Угорщина (HUN)                      |          |          | X        | X        | X        | X        | X        | X     |       | X     |       |       | X     |        | 8       |
| Ісландія (ISL)                      |          |          |          |          |          |          | X        |       |       |       |       |       |       |        | 1       |
| Індія (IND)                         |          |          |          |          | X        |          |          |       |       |       |       |       |       |        | 1       |
| Іран (IRI)                          |          | X        |          | X        |          | X        |          |       |       |       |       |       |       |        | 3       |
| Ірак (IRQ)                          |          |          |          | X        |          |          |          |       |       |       |       |       |       |        | 1       |
| Ізраїль (ISR)                       |          | X        | X        |          |          |          | X        | X     | X     |       | X     | X     |       |        | 7       |
| Італія (ITA)                        | X        | X        |          | X        |          |          |          | X     | X     |       | X     |       |       |        | 6       |
| Кот-д'Івуар (CIV)                   |          |          |          |          |          |          |          |       |       | X     |       |       |       |        | 1       |
| Японія (JPN)                        | X        | X        | X        | X        | X        | X        | X        | X     | X     | X     | X     | X     | X     | X      | 14      |
| Йорданія (JOR)                      |          |          |          |          | X        |          |          |       |       |       |       |       |       |        | 1       |
| Казахстан (KAZ)                     | X        | X        |          |          |          | X        |          | X     |       |       | X     |       |       |        | 5       |
| Кенія (KEN)                         |          |          |          |          | X        |          |          |       |       |       |       |       |       |        | 1       |
| Косово (KOS)                        |          |          |          |          |          |          |          |       | X     | X     |       |       |       |        | 2       |
| Киргизстан (KGZ)                    | X        |          |          |          |          |          | X        |       |       |       |       |       |       |        | 2       |
| Лаос (LAO)                          | X        |          |          |          |          |          |          |       |       |       |       |       |       |        | 1       |
| Латвія (LAT)                        |          |          |          |          |          | X        | X        |       |       |       |       |       |       |        | 2       |
| Ліван (LIB)                         |          |          |          | X        |          |          |          |       |       |       |       |       |       |        | 1       |
| Лівія (LBA)                         | X        |          |          |          |          |          |          |       |       |       |       |       |       |        | 1       |
| Литва (LTU)                         |          |          |          |          |          |          |          |       |       |       |       |       |       | X      | 1       |
| Північна Македонія (MKD)            |          |          |          |          |          |          |          |       |       |       | X     |       |       |        | 1       |
| Мадагаскар (MAD)                    |          |          |          |          |          |          |          | X     |       |       |       |       |       |        | 1       |
| Малі (MLI)                          |          |          |          |          |          | X        |          |       |       |       |       |       |       |        | 1       |
| Маврикій (MRI)                      |          |          |          |          |          |          |          |       | X     |       |       |       |       |        | 1       |
| Мексика (MEX)                       |          |          |          |          |          |          |          | X     |       |       |       |       |       | X      | 2       |
| Молдова (MDA)                       |          |          |          | X        |          |          |          |       |       |       |       |       |       |        | 1       |
| Монако (MON)                        | X        |          |          |          |          |          |          |       |       |       |       |       |       |        | 1       |
| Монголія (MGL)                      | X        | X        | X        | X        | X        | X        | X        | X     | X     | X     | X     | X     | X     |        | 13      |
| Чорногорія (MNE)                    |          |          |          | X        |          |          |          |       |       |       |       |       |       |        | 1       |
| Марокко (MAR)                       |          | X        |          |          |          |          |          |       |       |       | X     | X     |       |        | 3       |
| Мозамбік (MOZ)                      |          |          |          | X        |          |          |          |       |       |       |       |       |       |        | 1       |
| М'янма (MYA)                        |          |          |          |          |          | X        |          |       |       |       |       |       |       |        | 1       |
| Науру (NRU)                         |          |          |          |          | X        |          |          |       |       |       |       |       |       |        | 1       |
| Непал (NEP)                         |          |          |          |          |          |          |          |       |       |       | X     |       |       |        | 1       |
| Нідерланди (NED)                    | X        |          | X        | X        | X        | X        | X        |       |       | X     | X     | X     | X     | X      | 11      |
| Нова Зеландія (NZL)                 |          |          |          |          |          |          |          |       |       | X     |       |       |       |        | 1       |
| Нігер (NIG)                         |          |          | X        |          |          |          |          |       |       |       |       |       |       |        | 1       |
| Північна Корея (PRK)                |          |          | X        |          |          |          |          | X     |       |       |       |       | X     |        | 3       |
| Пакистан (PAK)                      |          |          |          |          |          | X        |          |       |       |       |       |       |       |        | 1       |
| Палестина (PLE)                     | X        |          |          |          |          |          |          |       |       |       |       |       |       |        | 1       |
| Папуа Нова Гвінея (PNG)             |          | X        |          |          |          |          |          |       |       |       |       |       |       |        | 1       |
| Перу (PER)                          | X        |          |          |          |          |          |          |       |       |       |       |       |       |        | 1       |
| Польща (POL)                        |          |          |          |          |          |          | X        |       |       | X     |       | X     | X     |        | 4       |
| Португалія (POR)                    |          | X        | X        |          | X        | X        |          |       | X     | X     |       |       |       |        | 6       |
| Пуерто-Рико (PUR)                   |          |          |          |          |          |          |          |       |       |       |       | X     |       | X      | 2       |
| Катар (QAT)                         |          |          | X        |          |          |          |          |       |       |       |       |       |       |        | 1       |
| Команда біженців (ROA)              |          |          |          |          | X        |          |          |       |       |       |       | X     |       |        | 2       |
| Румунія (ROU)                       |          |          |          |          |          |          | X        | X     | X     | X     |       |       |       |        | 4       |
| Росія (RUS)                         | X        | X        | X        | X        | X        | X        | X        | X     | X     |       | X     |       |       | X      | 11      |
| Самоа (SAM)                         |          |          |          |          |          |          | X        |       |       |       |       |       |       |        | 1       |
| Сан-Марино (SMR)                    |          |          |          |          |          | X        |          |       |       |       |       |       |       |        | 1       |
| Саудівська Аравія (KSA)             |          | X        |          |          |          |          |          |       |       |       |       |       |       |        | 1       |
| Сенегал (SEN)                       |          |          |          |          |          |          |          |       |       | X     |       |       |       |        | 1       |
| Сербія (SRB)                        |          |          |          |          | X        |          |          |       |       |       |       |       |       |        | 1       |
| Сейшельські Острови (SEY)           |          |          |          |          |          | X        |          |       |       |       |       |       |       |        | 1       |
| Словенія (SLO)                      |          | X        | X        |          | X        |          |          |       |       |       | X     |       | X     |        | 5       |
| ПАР (RSA)                           |          |          |          |          | X        |          |          |       |       |       |       |       |       |        | 1       |
| Південна Корея (KOR)                | X        | X        | X        | X        | X        | X        | X        | X     |       | X     | X     | X     |       | X      | 12      |
| Іспанія (ESP)                       | X        | X        |          |          |          |          |          | X     | X     |       |       | X     |       |        | 5       |
| Шрі-Ланка (SRI)                     |          |          | X        |          |          |          |          |       |       |       |       |       |       |        | 1       |
| Судан (SUD)                         |          |          |          |          | X        |          |          |       |       |       |       |       |       |        | 1       |
| Суринам (SUR)                       |          | X        |          |          |          |          |          |       |       |       |       |       |       |        | 1       |
| Швеція (SWE)                        |          |          |          | X        | X        | X        |          |       |       |       | X     |       |       |        | 4       |
| Швейцарія (SUI)                     | X        |          |          |          | X        |          |          |       | X     |       |       |       |       |        | 3       |
| Сирія (SYR)                         |          |          | X        |          |          |          |          |       |       |       |       |       |       |        | 1       |
| Китайський Тайбей (TPE)             | X        |          |          |          |          |          |          |       |       | X     |       |       |       |        | 2       |
| Таджикистан (TJK)                   |          |          |          |          | X        |          | X        |       |       |       |       |       |       |        | 2       |
| Танзанія (TAN)                      |          |          | X        |          |          |          |          |       |       |       |       |       |       |        | 1       |
| Таїланд (THA)                       |          |          |          |          |          |          | X        |       |       |       |       |       |       |        | 1       |
| Тринідад і Тобаго (TTO)             |          |          |          |          |          | X        |          |       |       |       |       |       |       |        | 1       |
| Туніс (TUN)                         |          |          |          |          |          |          | X        |       | X     |       |       | X     |       | X      | 4       |
| Туреччина (TUR)                     | X        |          |          |          |          |          |          | X     |       |       | X     |       |       | X      | 4       |
| Туркменістан (TKM)                  |          |          |          |          |          |          |          |       | X     | X     |       |       |       |        | 2       |
| Україна (UKR)                       |          | X        |          |          | X        | X        | X        | X     |       |       |       |       | X     | X      | 7       |
| Об'єднані Арабські Емірати (UAE)    |          |          | X        | X        |          | X        |          |       |       |       |       |       |       |        | 3       |
| США (USA)                           |          |          | X        | X        | X        |          |          |       | X     | X     |       |       | X     |        | 6       |
| Уругвай (URU)                       |          |          |          |          |          | X        |          |       |       |       |       |       |       |        | 1       |
| Узбекистан (UZB)                    | X        | X        | X        | X        | X        |          | X        |       |       |       |       | X     |       |        | 7       |
| Вануату (VAN)                       |          | X        |          |          |          |          |          |       |       |       |       |       |       |        | 1       |
| Венесуела (VEN)                     |          |          |          |          |          |          |          |       |       |       |       | X     |       |        | 1       |
| В'єтнам (VIE)                       |          |          |          |          |          |          |          | X     |       |       |       |       |       |        | 1       |
| Ємен (YEM)                          |          |          | X        |          |          |          |          |       |       |       |       |       |       |        | 1       |
| Замбія (ZAM)                        |          | X        |          |          |          |          |          |       |       |       |       |       |       |        | 1       |
| Загалом: 136 країн                  | 35       | 35       | 35       | 32       | 35       | 35       | 31       | 23    | 21    | 22    | 26    | 24    | 18    | 17     | 389     |

## Чоловіки

### До 60 кг
| Кваліфікація                                                     | Місця | НОК                     | Дзюдоїст               |
| ---------------------------------------------------------------- | ----- | ----------------------- | ---------------------- |
| Квота країни-господарки                                          | 1     | Бразилія (BRA)          | Феліпе Кітадай         |
| Олімпійський кваліфікаційний рейтинг (станом на 30 травня, 2016) | 22    | Південна Корея (KOR)    | Кім Вон Чін            |
| Олімпійський кваліфікаційний рейтинг (станом на 30 травня, 2016) | 22    | Азербайджан (AZE)       | Орхан Сафаров          |
| Олімпійський кваліфікаційний рейтинг (станом на 30 травня, 2016) | 22    | Казахстан (KAZ)         | Єлдос Сметов           |
| Олімпійський кваліфікаційний рейтинг (станом на 30 травня, 2016) | 22    | Японія (JPN)            | Наохіса Такато         |
| Олімпійський кваліфікаційний рейтинг (станом на 30 травня, 2016) | 22    | Грузія (GEO)            | Аміран Папінашвілі     |
| Олімпійський кваліфікаційний рейтинг (станом на 30 травня, 2016) | 22    | Узбекистан (UZB)        | Дійорбек Урозбоєв      |
| Олімпійський кваліфікаційний рейтинг (станом на 30 травня, 2016) | 22    | Росія (RUS)             | Беслан Мудранов        |
| Олімпійський кваліфікаційний рейтинг (станом на 30 травня, 2016) | 22    | Вірменія (ARM)          | Ованес Давтян          |
| Олімпійський кваліфікаційний рейтинг (станом на 30 травня, 2016) | 22    | Франція (FRA)           | Валіде Хяр             |
| Олімпійський кваліфікаційний рейтинг (станом на 30 травня, 2016) | 22    | Велика Британія (GBR)   | Ешлі Маккензі          |
| Олімпійський кваліфікаційний рейтинг (станом на 30 травня, 2016) | 22    | Туреччина (TUR)         | Бекір Озлю             |
| Олімпійський кваліфікаційний рейтинг (станом на 30 травня, 2016) | 22    | Нідерланди (NED)        | Єрун Моорен            |
| Олімпійський кваліфікаційний рейтинг (станом на 30 травня, 2016) | 22    | Монголія (MGL)          | Цогтбаатарин Ценд-Очір |
| Олімпійський кваліфікаційний рейтинг (станом на 30 травня, 2016) | 22    | Австралія (AUS)         | Джошуа Катц            |
| Олімпійський кваліфікаційний рейтинг (станом на 30 травня, 2016) | 22    | Еквадор (ECU)           | Ленін Пресіадо         |
| Олімпійський кваліфікаційний рейтинг (станом на 30 травня, 2016) | 22    | Чехія (CZE)             | Павел Петршиков        |
| Олімпійський кваліфікаційний рейтинг (станом на 30 травня, 2016) | 22    | Швейцарія (SUI)         | Людовік Шаммартен      |
| Олімпійський кваліфікаційний рейтинг (станом на 30 травня, 2016) | 22    | Австрія (AUT)           | Людвіг Пайшер          |
| Олімпійський кваліфікаційний рейтинг (станом на 30 травня, 2016) | 22    | Іспанія (ESP)           | Франциско Гаррігос     |
| Олімпійський кваліфікаційний рейтинг (станом на 30 травня, 2016) | 22    | Німеччина (GER)         | Тобіас Енгльмайєр      |
| Олімпійський кваліфікаційний рейтинг (станом на 30 травня, 2016) | 22    | Італія (ITA)            | Еліос Манці            |
| Олімпійський кваліфікаційний рейтинг (станом на 30 травня, 2016) | 22    | Канада (CAN)            | Сержіо Пессоа          |
| Континентальна квота (Європа)                                    | 2     | Болгарія (BUL)          | Яніслав Герчев         |
| Континентальна квота (Європа)                                    | 2     | Фінляндія (FIN)         | Юхо Рейнвалл           |
| Континентальна квота (Африка)                                    | 2     | Єгипет (EGY)            | Ахмед Абельрахман      |
| Континентальна квота (Африка)                                    | 2     | Лівія (LBA)             | Мохамед Ель-Кавіса     |
| Континентальна квота (Америка)                                   | 2     | Гватемала (GUA)         | Хосе Рамос             |
| Континентальна квота (Америка)                                   | 2     | Перу (PER)              | Хуан Постігос          |
| Континентальна квота (Азія)                                      | 2     | Киргизстан (KGZ)        | Отар Бестаєв           |
| Континентальна квота (Азія)                                      | 2     | Китайський Тайбей (TPE) | Мін Яньцай             |
| Континентальна квота (Океанія)                                   | 0     | —                       | —                      |
| Запрошення                                                       | 4     | Ботсвана (BOT)          | Гевін Могопа           |
| Запрошення                                                       | 4     | Лаос (LAO)              | Сітхісане Сукпхасай    |
| Запрошення                                                       | 4     | Монако (MON)            | Янн Сіккарді           |
| Запрошення                                                       | 4     | Палестина (PLE)         | Сімон Якуб             |
| Загалом                                                          | 35    |                         |                        |

### До 66 кг
| Кваліфікація                                                     | Місця             | НОК                                 | Дзюдоїст               |
| ---------------------------------------------------------------- | ----------------- | ----------------------------------- | ---------------------- |
| Квота країни-господарки                                          | 1                 | Бразилія (BRA)                      | Чарлес Чібана          |
| Олімпійський кваліфікаційний рейтинг (станом на 30 травня, 2016) | 22                | Південна Корея (KOR)                | Ан Ба Ул               |
| Олімпійський кваліфікаційний рейтинг (станом на 30 травня, 2016) | 22                | Монголія (MGL)                      | Давадоржійн Тумурхулег |
| Олімпійський кваліфікаційний рейтинг (станом на 30 травня, 2016) | 22                | Росія (RUS)                         | Михайло Пуляєв         |
| Олімпійський кваліфікаційний рейтинг (станом на 30 травня, 2016) | 22                | Україна (UKR)                       | Георгій Зантарая       |
| Олімпійський кваліфікаційний рейтинг (станом на 30 травня, 2016) | 22                | Японія (JPN)                        | Ебінума Масасі         |
| Олімпійський кваліфікаційний рейтинг (станом на 30 травня, 2016) | 22                | Ізраїль (ISR)                       | Голан Поллак           |
| Олімпійський кваліфікаційний рейтинг (станом на 30 травня, 2016) | 22                | Азербайджан (AZE)                   | Ніджад Шихалізаде      |
| Олімпійський кваліфікаційний рейтинг (станом на 30 травня, 2016) | 22                | Грузія (GEO)                        | Важа Маргвелашвілі     |
| Олімпійський кваліфікаційний рейтинг (станом на 30 травня, 2016) | 22                | Узбекистан (UZB)                    | Рішод Собіров          |
| Олімпійський кваліфікаційний рейтинг (станом на 30 травня, 2016) | 22                | Білорусь (BLR)                      | Дмитро Шершань         |
| Олімпійський кваліфікаційний рейтинг (станом на 30 травня, 2016) | 22                | Німеччина (GER)                     | Себастьян Зайдль       |
| Олімпійський кваліфікаційний рейтинг (станом на 30 травня, 2016) | 22                | Велика Британія (GBR)               | Колін Оутс             |
| Олімпійський кваліфікаційний рейтинг (станом на 30 травня, 2016) | 22                | Іспанія (ESP)                       | Сугой Уріарте          |
| Олімпійський кваліфікаційний рейтинг (станом на 30 травня, 2016) | 22                | Казахстан (KAZ)                     | Жансай Смагулов        |
| Олімпійський кваліфікаційний рейтинг (станом на 30 травня, 2016) | 22                | Канада (CAN)                        | Антуан Бушар           |
| Олімпійський кваліфікаційний рейтинг (станом на 30 травня, 2016) | 22                | Португалія (POR)                    | Сержіу Олейнік         |
| Олімпійський кваліфікаційний рейтинг (станом на 30 травня, 2016) | 22                | Австралія (AUS)                     | Натан Кац              |
| Олімпійський кваліфікаційний рейтинг (станом на 30 травня, 2016) | 22                | Франція (FRA)                       | Кіліан ле Блук         |
| Олімпійський кваліфікаційний рейтинг (станом на 30 травня, 2016) | 22                | Китай (CHN)                         | Ма Дуаньбінь           |
| Олімпійський кваліфікаційний рейтинг (станом на 30 травня, 2016) | 22                | Алжир (ALG)                         | Худ Зурдані            |
| Олімпійський кваліфікаційний рейтинг (станом на 30 травня, 2016) | 22                | Італія (ITA)                        | Фабіо Базіле           |
| Олімпійський кваліфікаційний рейтинг (станом на 30 травня, 2016) | 22                | Марокко (MAR)                       | Імад Бассу             |
| Континентальна квота (Європа)                                    | 2                 | Словенія (SLO)                      | Адріан Гомбоч          |
| Континентальна квота (Європа)                                    | 2                 | Бельгія (BEL)                       | Яспер Лефевр           |
| Континентальна квота (Африка)                                    | 2                 | ПАР (RSA)                           | Сіябулела Мабулу       |
| Континентальна квота (Африка)                                    | 2                 | Замбія (ZAM)                        | Метьюз Пунца           |
| Континентальна квота (Африка)                                    | 2                 | Демократична Республіка Конго (COD) | Родрік Куку            |
| Континентальна квота (Америка)                                   | 2                 | Домініканська Республіка (DOM)      | Вандер Матео           |
| Континентальна квота (Америка)                                   | 2                 | Аруба (ARU)                         | Яйме Мата              |
| Континентальна квота (Азія)                                      | Аліреза Ходжастек |                                     |                        |
| Континентальна квота (Азія)                                      | Аліреза Ходжастек | Саудівська Аравія (KSA)             | Сулейман Хамад         |
| Континентальна квота (Океанія)                                   | 2                 | Папуа Нова Гвінея (PNG)             | Раймон Овіну           |
| Континентальна квота (Океанія)                                   | 2                 | Вануату (VAN)                       | Джо Махіт              |
| Запрошення                                                       | 2                 | Джибуті (DJI)                       | Фуад Анасс             |
| Запрошення                                                       | 2                 | Суринам (SUR)                       | Ігал Копінскі          |
| Загалом                                                          | 34                |                                     |                        |

### До 73 кг
| Кваліфікація                                                     | Місця | НОК                              | Дзюдоїст              |
| ---------------------------------------------------------------- | ----- | -------------------------------- | --------------------- |
| Квота країни-господарки                                          | 1     | Бразилія (BRA)                   | Алекс Помбо           |
| Олімпійський кваліфікаційний рейтинг (станом на 30 травня, 2016) | 22    | Південна Корея (KOR)             | Ан Чангрім            |
| Олімпійський кваліфікаційний рейтинг (станом на 30 травня, 2016) | 22    | Азербайджан (AZE)                | Рустам Оруджев        |
| Олімпійський кваліфікаційний рейтинг (станом на 30 травня, 2016) | 22    | Ізраїль (ISR)                    | Сагі Мукі             |
| Олімпійський кваліфікаційний рейтинг (станом на 30 травня, 2016) | 22    | Грузія (GEO)                     | Лаша Шавдатуашвілі    |
| Олімпійський кваліфікаційний рейтинг (станом на 30 травня, 2016) | 22    | Японія (JPN)                     | Сьохей Оно            |
| Олімпійський кваліфікаційний рейтинг (станом на 30 травня, 2016) | 22    | Росія (RUS)                      | Денис Ярцев           |
| Олімпійський кваліфікаційний рейтинг (станом на 30 травня, 2016) | 22    | Монголія (MGL)                   | Ганбаатарин Одбаяр    |
| Олімпійський кваліфікаційний рейтинг (станом на 30 травня, 2016) | 22    | Узбекистан (UZB)                 | Міралі Шаріпов        |
| Олімпійський кваліфікаційний рейтинг (станом на 30 травня, 2016) | 22    | Угорщина (HUN)                   | Унгварі Міклош        |
| Олімпійський кваліфікаційний рейтинг (станом на 30 травня, 2016) | 22    | Канада (CAN)                     | Артур Маргелідон      |
| Олімпійський кваліфікаційний рейтинг (станом на 30 травня, 2016) | 22    | Німеччина (GER)                  | Ігор Вандтке          |
| Олімпійський кваліфікаційний рейтинг (станом на 30 травня, 2016) | 22    | Бельгія (BEL)                    | Дірк ван Тіхельт      |
| Олімпійський кваліфікаційний рейтинг (станом на 30 травня, 2016) | 22    | Словенія (SLO)                   | Рок Дракшич           |
| Олімпійський кваліфікаційний рейтинг (станом на 30 травня, 2016) | 22    | Північна Корея (PRK)             | Хон Кук Хен           |
| Олімпійський кваліфікаційний рейтинг (станом на 30 травня, 2016) | 22    | Нідерланди (NED)                 | Декс Елмонт           |
| Олімпійський кваліфікаційний рейтинг (станом на 30 травня, 2016) | 22    | Франція (FRA)                    | П'єр Дюпра            |
| Олімпійський кваліфікаційний рейтинг (станом на 30 травня, 2016) | 22    | Об'єднані Арабські Емірати (UAE) | Віктор Скворцов       |
| Олімпійський кваліфікаційний рейтинг (станом на 30 травня, 2016) | 22    | Єгипет (EGY)                     | Мохамед Мохіелдін     |
| Олімпійський кваліфікаційний рейтинг (станом на 30 травня, 2016) | 22    | Китай (CHN)                      | Сай Їньцзижигала      |
| Олімпійський кваліфікаційний рейтинг (станом на 30 травня, 2016) | 22    | Австралія (AUS)                  | Джейк Бенстед         |
| Олімпійський кваліфікаційний рейтинг (станом на 30 травня, 2016) | 22    | Куба (CUB)                       | Магдіель Естрада      |
| Олімпійський кваліфікаційний рейтинг (станом на 30 травня, 2016) | 22    | США (USA)                        | Ніколас Дельпополо    |
| Континентальна квота (Європа)                                    | 2     | Чехія (CZE)                      | Яромир Ячек           |
| Континентальна квота (Європа)                                    | 2     | Португалія (POR)                 | Нуну Сарайва          |
| Континентальна квота (Африка)                                    | 2     | Гамбія (GAM)                     | Файє Нджие            |
| Континентальна квота (Африка)                                    | 2     | Нігер (NIG)                      | Ахмед Гумар           |
| Континентальна квота (Америка)                                   | 2     | Коста-Рика (CRC)                 | Мігель Моурільйо      |
| Континентальна квота (Америка)                                   | 2     | Гаїті (HAI)                      | Жозуе Депре           |
| Континентальна квота (Азія)                                      | 1     | Катар (QAT)                      | Морад Земурі          |
| Континентальна квота (Океанія)                                   | 1     | Американське Самоа (ASA)         | Бенджамін Вотергаус   |
| Запрошення                                                       | 4     | Шрі-Ланка (SRI)                  | Хамара Дхармавардхана |
| Запрошення                                                       | 4     | Сирія (SYR)                      | Мохамад Касем         |
| Запрошення                                                       | 4     | Танзанія (TAN)                   | Ендрю Томас Млугу     |
| Запрошення                                                       | 4     | Ємен (YEM)                       | Зеяд Матер            |
| Загалом                                                          | 35    |                                  |                       |

### До 81 кг
| Кваліфікація                                                     | Місця | НОК                              | Дзюдоїст                   |
| ---------------------------------------------------------------- | ----- | -------------------------------- | -------------------------- |
| Квота країни-господарки                                          | 1     | Бразилія (BRA)                   | Віктор Пеналбер            |
| Олімпійський кваліфікаційний рейтинг (станом на 30 травня, 2016) | 22    | Грузія (GEO)                     | Автанділі Чрікішвілі       |
| Олімпійський кваліфікаційний рейтинг (станом на 30 травня, 2016) | 22    | Японія (JPN)                     | Таканорі Наґасе            |
| Олімпійський кваліфікаційний рейтинг (станом на 30 травня, 2016) | 22    | Канада (CAN)                     | Антуан Валуа-Фортьє        |
| Олімпійський кваліфікаційний рейтинг (станом на 30 травня, 2016) | 22    | Болгарія (BUL)                   | Івайло Іванов              |
| Олімпійський кваліфікаційний рейтинг (станом на 30 травня, 2016) | 22    | США (USA)                        | Тревіс Стівенс             |
| Олімпійський кваліфікаційний рейтинг (станом на 30 травня, 2016) | 22    | Росія (RUS)                      | Хасан Халмурзаєв           |
| Олімпійський кваліфікаційний рейтинг (станом на 30 травня, 2016) | 22    | Бельгія (BEL)                    | Йоахім Боттьйо             |
| Олімпійський кваліфікаційний рейтинг (станом на 30 травня, 2016) | 22    | Греція (GRE)                     | Роман Мустопулос           |
| Олімпійський кваліфікаційний рейтинг (станом на 30 травня, 2016) | 22    | Об'єднані Арабські Емірати (UAE) | Сержіу Тома                |
| Олімпійський кваліфікаційний рейтинг (станом на 30 травня, 2016) | 22    | Єгипет (EGY)                     | Мохамед Абделааль          |
| Олімпійський кваліфікаційний рейтинг (станом на 30 травня, 2016) | 22    | Південна Корея (KOR)             | Лі Син Су                  |
| Олімпійський кваліфікаційний рейтинг (станом на 30 травня, 2016) | 22    | Монголія (MGL)                   | Уунганбаатар Отгонбаатарин |
| Олімпійський кваліфікаційний рейтинг (станом на 30 травня, 2016) | 22    | Куба (CUB)                       | Іван Феліпе Сільва         |
| Олімпійський кваліфікаційний рейтинг (станом на 30 травня, 2016) | 22    | Франція (FRA)                    | Лоїк П'єтрі                |
| Олімпійський кваліфікаційний рейтинг (станом на 30 травня, 2016) | 22    | Угорщина (HUN)                   | Ласло Чокнай               |
| Олімпійський кваліфікаційний рейтинг (станом на 30 травня, 2016) | 22    | Узбекистан (UZB)                 | Шакзодбек Сабіров          |
| Олімпійський кваліфікаційний рейтинг (станом на 30 травня, 2016) | 22    | Німеччина (GER)                  | Свен Мареш                 |
| Олімпійський кваліфікаційний рейтинг (станом на 30 травня, 2016) | 22    | Австралія (AUS)                  | Оуін Каглен                |
| Олімпійський кваліфікаційний рейтинг (станом на 30 травня, 2016) | 22    | Ліван (LIB)                      | Насіф Еліас                |
| Олімпійський кваліфікаційний рейтинг (станом на 30 травня, 2016) | 22    | Швеція (SWE)                     | Робін Пасек                |
| Олімпійський кваліфікаційний рейтинг (станом на 30 травня, 2016) | 22    | Нідерланди (NED)                 | Франк де Віт               |
| Олімпійський кваліфікаційний рейтинг (станом на 30 травня, 2016) | 22    | Іран (IRN)                       | Саїд Моллаї                |
| Континентальна квота (Європа)                                    | 2     | Італія (ITA)                     | Маттео Маркончіні          |
| Континентальна квота (Європа)                                    | 2     | Молдова (MDA)                    | Валеріу Думініке           |
| Континентальна квота (Африка)                                    | 2     | Мозамбік (MOZ)                   | Марлон Акаціу              |
| Континентальна квота (Африка)                                    | 2     | Габон (GAB)                      | Пол Кібікай                |
| Континентальна квота (Америка)                                   | 2     | Аргентина (ARG)                  | Еммануель Лусенті          |
| Континентальна квота (Америка)                                   | 2     | Сальвадор (ESA)                  | Хуан Діего Турсіос         |
| Континентальна квота (Азія)                                      | 1     | Ірак (IRQ)                       | Хусейн Аль-Аамері          |
| Континентальна квота (Океанія)                                   | 1     | Фіджі (FIJ)                      | Джосатекі Наулу            |
| Запрошення                                                       | 2     | Чорногорія (MNE)                 | Срджан Мрвальєвіч          |
| Запрошення                                                       | 2     | Філіппіни (PHI)                  | Кодо Накано                |
| Загалом                                                          | 33    |                                  |                            |

### До 90 кг
| Кваліфікація                                                     | Місця | НОК                   | Дзюдоїст                    |
| ---------------------------------------------------------------- | ----- | --------------------- | --------------------------- |
| Квота країни-господарки                                          | 1     | Бразилія (BRA)        | Тьяго Каміло                |
| Олімпійський кваліфікаційний рейтинг (станом на 30 травня, 2016) | 22    | Японія (JPN)          | Машу Бакер                  |
| Олімпійський кваліфікаційний рейтинг (станом на 30 травня, 2016) | 22    | Південна Корея (KOR)  | Квак Дон Хан                |
| Олімпійський кваліфікаційний рейтинг (станом на 30 травня, 2016) | 22    | Грузія (GEO)          | Варлам Ліпартеліані         |
| Олімпійський кваліфікаційний рейтинг (станом на 30 травня, 2016) | 22    | Угорщина (HUN)        | Крістіан Тот                |
| Олімпійський кваліфікаційний рейтинг (станом на 30 травня, 2016) | 22    | Швеція (SWE)          | Маркус Нюман                |
| Олімпійський кваліфікаційний рейтинг (станом на 30 травня, 2016) | 22    | Нідерланди (NED)      | Ноель вант Енд              |
| Олімпійський кваліфікаційний рейтинг (станом на 30 травня, 2016) | 22    | Росія (RUS)           | Кирило Денісов              |
| Олімпійський кваліфікаційний рейтинг (станом на 30 травня, 2016) | 22    | Франція (FRA)         | Олександр Іддір             |
| Олімпійський кваліфікаційний рейтинг (станом на 30 травня, 2016) | 22    | Монголія (MGL)        | Отгонбаатар Лхагвасуренгійн |
| Олімпійський кваліфікаційний рейтинг (станом на 30 травня, 2016) | 22    | Таджикистан (TJK)     | Комроншох Устопірійон       |
| Олімпійський кваліфікаційний рейтинг (станом на 30 травня, 2016) | 22    | Куба (CUB)            | Аслей Гонсалес              |
| Олімпійський кваліфікаційний рейтинг (станом на 30 травня, 2016) | 22    | Сербія (SRB)          | Александар Куколь           |
| Олімпійський кваліфікаційний рейтинг (станом на 30 травня, 2016) | 22    | Греція (GRE)          | Іліас Іліадіс               |
| Олімпійський кваліфікаційний рейтинг (станом на 30 травня, 2016) | 22    | Алжир (ALG)           | Абдерахман Бенамаді         |
| Олімпійський кваліфікаційний рейтинг (станом на 30 травня, 2016) | 22    | Словенія (SLO)        | Міхаель Жганк               |
| Олімпійський кваліфікаційний рейтинг (станом на 30 травня, 2016) | 22    | Португалія (POR)      | Селіо Діас                  |
| Олімпійський кваліфікаційний рейтинг (станом на 30 травня, 2016) | 22    | Швейцарія (SUI)       | Сіріль Гроссклаус           |
| Олімпійський кваліфікаційний рейтинг (станом на 30 травня, 2016) | 22    | ПАР (RSA)             | Зак Піонтек                 |
| Олімпійський кваліфікаційний рейтинг (станом на 30 травня, 2016) | 22    | Китай (CHN)           | Чен Сюньчжао                |
| Олімпійський кваліфікаційний рейтинг (станом на 30 травня, 2016) | 22    | Азербайджан (AZE)     | Маммадалі Мехдієв           |
| Олімпійський кваліфікаційний рейтинг (станом на 30 травня, 2016) | 22    | США (USA)             | Колтон Браун                |
| Олімпійський кваліфікаційний рейтинг (станом на 30 травня, 2016) | 22    | Узбекистан (UZB)      | Шералі Жураєв               |
| Континентальна квота (Європа)                                    | 2     | Німеччина (GER)       | Марк Оденталь               |
| Континентальна квота (Європа)                                    | 2     | Україна (UKR)         | Кеджау Ньябалі              |
| Континентальна квота (Африка)                                    | 2     | Кенія (KEN)           | Кіплангат Санг              |
| Континентальна квота (Африка)                                    | 2     | Бенін (BEN)           | Селтус Доссу Йово           |
| Континентальна квота (Америка)                                   | 2     | Чилі (CHI)            | Томас Брісеньо              |
| Континентальна квота (Америка)                                   | 2     | Болівія (BOL)         | Мартін Мітчел               |
| Континентальна квота (Азія)                                      | 2     | Йорданія (JOR)        | Ібрагім Халаф               |
| Континентальна квота (Азія)                                      | 2     | Індія (IND)           | Автар Сінгх                 |
| Континентальна квота (Океанія)                                   | 1     | Науру (NRU)           | Овіні Уера                  |
| Запрошення                                                       | 3     | Збірна біженців (ROT) | Пополе Місенга              |
| Запрошення                                                       | 3     | Беліз (BIZ)           | Ренік Джеймс                |
| Запрошення                                                       | 3     | Судан (SUD)           | Іслам Моньє Суліман         |
| Загалом                                                          | 35    |                       |                             |

### До 100 кг
| Кваліфікація                                                     | Місця | НОК                              | Дзюдоїст              |
| ---------------------------------------------------------------- | ----- | -------------------------------- | --------------------- |
| Квота країни-господарки                                          | 1     | Бразилія (BRA)                   | Рафаель Бузакаріні    |
| Олімпійський кваліфікаційний рейтинг (станом на 30 травня, 2016) | 22    |                                  |                       |
| Олімпійський кваліфікаційний рейтинг (станом на 30 травня, 2016) | 22    | Азербайджан (AZE)                | Ельмар Гасимов        |
| Олімпійський кваліфікаційний рейтинг (станом на 30 травня, 2016) | 22    | Франція (FRA)                    | Сіріль Маре           |
| Олімпійський кваліфікаційний рейтинг (станом на 30 травня, 2016) | 22    | Чехія (CZE)                      | Лукаш Крпалек         |
| Олімпійський кваліфікаційний рейтинг (станом на 30 травня, 2016) | 22    | Швеція (SWE)                     | Мартін Пасек          |
| Олімпійський кваліфікаційний рейтинг (станом на 30 травня, 2016) | 22    | Німеччина (GER)                  | Карл-Річард Фрей      |
| Олімпійський кваліфікаційний рейтинг (станом на 30 травня, 2016) | 22    | Японія (JPN)                     | Рюносуке Хаґа         |
| Олімпійський кваліфікаційний рейтинг (станом на 30 травня, 2016) | 22    | Бельгія (BEL)                    | Тома Нікіфоров        |
| Олімпійський кваліфікаційний рейтинг (станом на 30 травня, 2016) | 22    | Єгипет (EGY)                     | Рамадан Дарвіш        |
| Олімпійський кваліфікаційний рейтинг (станом на 30 травня, 2016) | 22    | Куба (CUB)                       | Хосе Арментерос       |
| Олімпійський кваліфікаційний рейтинг (станом на 30 травня, 2016) | 22    | Південна Корея (KOR)             | Чхо Гу Хам            |
| Олімпійський кваліфікаційний рейтинг (станом на 30 травня, 2016) | 22    | Нідерланди (NED)                 | Генк Грол             |
| Олімпійський кваліфікаційний рейтинг (станом на 30 травня, 2016) | 22    | Грузія (GEO)                     | Бека Гвініашвілі      |
| Олімпійський кваліфікаційний рейтинг (станом на 30 травня, 2016) | 22    | Монголія (MGL)                   | Найдангийн Түвшинбаяр |
| Олімпійський кваліфікаційний рейтинг (станом на 30 травня, 2016) | 22    | Алжир (ALG)                      | Лієс Буякуб           |
| Олімпійський кваліфікаційний рейтинг (станом на 30 травня, 2016) | 22    | Канада (CAN)                     | Кайл Рейєс            |
| Олімпійський кваліфікаційний рейтинг (станом на 30 травня, 2016) | 22    | Росія (RUS)                      | Тагір Хайбулаєв       |
| Олімпійський кваліфікаційний рейтинг (станом на 30 травня, 2016) | 22    | Казахстан (KAZ)                  | Максим Раков          |
| Олімпійський кваліфікаційний рейтинг (станом на 30 травня, 2016) | 22    | Україна (UKR)                    | Артем Блошенко        |
| Олімпійський кваліфікаційний рейтинг (станом на 30 травня, 2016) | 22    | Угорщина (HUN)                   | Міклош Цирьєніч       |
| Олімпійський кваліфікаційний рейтинг (станом на 30 травня, 2016) | 22    | Португалія (POR)                 | Жорже Фонсека         |
| Олімпійський кваліфікаційний рейтинг (станом на 30 травня, 2016) | 22    | Іран (IRI)                       | Джавад Махджуб        |
| Олімпійський кваліфікаційний рейтинг (станом на 30 травня, 2016) | 22    | Латвія (LAT)                     | Євгеній Бородавко     |
| Континентальна квота (Європа)                                    | 2     | Велика Британія (GBR)            | Бенджамін Флетчер     |
| Континентальна квота (Європа)                                    | 2     | Естонія (EST)                    | Грігорі Мінашкін      |
| Континентальна квота (Африка)                                    | 2     | Сейшельські Острови (SEY)        | Домінік Дюгассе       |
| Континентальна квота (Африка)                                    | 2     | Малі (MLI)                       | Айюба Траоре          |
| Континентальна квота (Америка)                                   | 2     | Тринідад і Тобаго (TTO)          | Крістофер Джордж      |
| Континентальна квота (Америка)                                   | 2     | Уругвай (URU)                    | Пабло Апрахаміан      |
| Континентальна квота (Азія)                                      | 2     | Об'єднані Арабські Емірати (UAE) | Іван Ремаренко        |
| Континентальна квота (Азія)                                      | 2     | Пакистан (PAK)                   | Шах Хусейн            |
| Запрошення                                                       | 3     | Афганістан (AFG)                 | Мохаммад Тауфік Бахші |
| Запрошення                                                       | 3     | М'янма (MYA)                     | Ян Наїн Со            |
| Запрошення                                                       | 3     | Сан-Марино (SMR)                 | Карім Гарбі           |
| Перерозподіл невикористаних квот                                 | 1     | Узбекистан (UZB)                 | Соїб Курбонов         |
| Загалом                                                          | 35    |                                  |                       |

### Понад +100 кг
| Кваліфікація                                                     | Місця | НОК                    | Дзюдоїст                  |
| ---------------------------------------------------------------- | ----- | ---------------------- | ------------------------- |
| Квота країни-господарки                                          | 1     | Бразилія (BRA)         | Рафаел Сілва              |
| Олімпійський кваліфікаційний рейтинг (станом на 30 травня, 2016) | 22    | Франція (FRA)          | Тедді Рінер               |
| Олімпійський кваліфікаційний рейтинг (станом на 30 травня, 2016) | 22    | Японія (JPN)           | Хісайосі Харасава         |
| Олімпійський кваліфікаційний рейтинг (станом на 30 травня, 2016) | 22    | Україна (UKR)          | Яків Хаммо                |
| Олімпійський кваліфікаційний рейтинг (станом на 30 травня, 2016) | 22    | Нідерланди (NED)       | Рой Майєр                 |
| Олімпійський кваліфікаційний рейтинг (станом на 30 травня, 2016) | 22    | Ізраїль (ISR)          | Ор Сассон                 |
| Олімпійський кваліфікаційний рейтинг (станом на 30 травня, 2016) | 22    | Румунія (ROU)          | Даніель Натя              |
| Олімпійський кваліфікаційний рейтинг (станом на 30 травня, 2016) | 22    | Угорщина (HUN)         | Барна Бор                 |
| Олімпійський кваліфікаційний рейтинг (станом на 30 травня, 2016) | 22    | Туніс (TUN)            | Файсел Джабалла           |
| Олімпійський кваліфікаційний рейтинг (станом на 30 травня, 2016) | 22    | Грузія (GEO)           | Адам Окруашвілі           |
| Олімпійський кваліфікаційний рейтинг (станом на 30 травня, 2016) | 22    | Росія (RUS)            | Ренат Саїдов              |
| Олімпійський кваліфікаційний рейтинг (станом на 30 травня, 2016) | 22    | Південна Корея (KOR)   | Кім Сон Мін               |
| Олімпійський кваліфікаційний рейтинг (станом на 30 травня, 2016) | 22    | Німеччина (GER)        | Андре Брайтбарт           |
| Олімпійський кваліфікаційний рейтинг (станом на 30 травня, 2016) | 22    | Польща (POL)           | Мацей Сарнацький          |
| Олімпійський кваліфікаційний рейтинг (станом на 30 травня, 2016) | 22    | Алжир (ALG)            | Мохаммед Таєб             |
| Олімпійський кваліфікаційний рейтинг (станом на 30 травня, 2016) | 22    | Узбекистан (UZB)       | Абдулло Тангрієв          |
| Олімпійський кваліфікаційний рейтинг (станом на 30 травня, 2016) | 22    | Монголія (MGL)         | Баттулгин Темуулен        |
| Олімпійський кваліфікаційний рейтинг (станом на 30 травня, 2016) | 22    | Киргизстан (KGZ)       | Юрій Краковецький         |
| Олімпійський кваліфікаційний рейтинг (станом на 30 травня, 2016) | 22    | Азербайджан (AZE)      | Ушангі Кокаурі            |
| Олімпійський кваліфікаційний рейтинг (станом на 30 травня, 2016) | 22    | Єгипет (EGY)           | Іслам Ель Шехабі          |
| Олімпійський кваліфікаційний рейтинг (станом на 30 травня, 2016) | 22    | Австрія (AUT)          | Даніель Аллершторфер      |
| Олімпійський кваліфікаційний рейтинг (станом на 30 травня, 2016) | 22    | Куба (CUB)             | Алекс Гарсія Мендоса      |
| Олімпійський кваліфікаційний рейтинг (станом на 30 травня, 2016) | 22    | Еквадор (ECU)          | Фредді Фігероа            |
| Континентальна квота (Європа)                                    | 2     | Ісландія (ISL)         | Тормодур Йонсон           |
| Континентальна квота (Європа)                                    | 2     | Латвія (LAT)           | Артур Нікіфоренко         |
| Континентальна квота (Африка)                                    | 2     | Буркіна-Фасо (BUR)     | Рашид Сідібе              |
| Континентальна квота (Африка)                                    | 2     | Республіка Конго (CGO) | Део Грасіа Нгокаба        |
| Континентальна квота (Америка)                                   | 1     | Гондурас (HON)         | Рамон Пілета              |
| Континентальна квота (Азія)                                      | 2     | Таджикистан (TJK)      | Мухамадмурод Абдурахмонов |
| Континентальна квота (Азія)                                      | 2     | Таїланд (THA)          | Кенатхіп Йеа-Он           |
| Континентальна квота (Океанія)                                   | 1     | Самоа (SAM)            | Дерек Суа                 |
| Запрошення                                                       | 0     | —                      | —                         |
| Загалом                                                          | 31    |                        |                           |

## Жінки

### До 48 кг
| Кваліфікація                                                     | Місця | НОК                  | Дзюдоїстка              |
| ---------------------------------------------------------------- | ----- | -------------------- | ----------------------- |
| Квота країни-господарки                                          | 1     | Бразилія (BRA)       | Сара Менезеш            |
| Олімпійський кваліфікаційний рейтинг (станом на 30 травня, 2016) | 14    | Монголія (MGL)       | Мунхбатин Уранцецег     |
| Олімпійський кваліфікаційний рейтинг (станом на 30 травня, 2016) | 14    | Аргентина (ARG)      | Паула Парето            |
| Олімпійський кваліфікаційний рейтинг (станом на 30 травня, 2016) | 14    | Японія (JPN)         | Амі Кондо               |
| Олімпійський кваліфікаційний рейтинг (станом на 30 травня, 2016) | 14    | Іспанія (ESP)        | Хуліа Фігероа           |
| Олімпійський кваліфікаційний рейтинг (станом на 30 травня, 2016) | 14    | Казахстан (KAZ)      | Отгонцецег Галбадрах    |
| Олімпійський кваліфікаційний рейтинг (станом на 30 травня, 2016) | 14    | Угорщина (HUN)       | Черновіцкі Ева          |
| Олімпійський кваліфікаційний рейтинг (станом на 30 травня, 2016) | 14    | Південна Корея (KOR) | Чон Бо Кьон             |
| Олімпійський кваліфікаційний рейтинг (станом на 30 травня, 2016) | 14    | Бельгія (BEL)        | Шарлін ван Снік         |
| Олімпійський кваліфікаційний рейтинг (станом на 30 травня, 2016) | 14    | Гвінея-Бісау (GBS)   | Тасіана Ліма            |
| Олімпійський кваліфікаційний рейтинг (станом на 30 травня, 2016) | 14    | Румунія (ROU)        | Моніка Унгуряну         |
| Олімпійський кваліфікаційний рейтинг (станом на 30 травня, 2016) | 14    | Росія (RUS)          | Ірина Долгова           |
| Олімпійський кваліфікаційний рейтинг (станом на 30 травня, 2016) | 14    | Туреччина (TUR)      | Ділара Локманхекім      |
| Олімпійський кваліфікаційний рейтинг (станом на 30 травня, 2016) | 14    | Україна (UKR)        | Марина Черняк           |
| Олімпійський кваліфікаційний рейтинг (станом на 30 травня, 2016) | 14    | Куба (CUB)           | Діяріс Местре           |
| Континентальна квота (Європа)                                    | 2     | Франція (FRA)        | Летісія Пайєт           |
| Континентальна квота (Європа)                                    | 2     | Ізраїль (ISR)        | Шіра Рішоні             |
| Континентальна квота (Африка)                                    | 1     | Мадагаскар (MAD)     | Асараманітра Ратіарісон |
| Континентальна квота (Америка)                                   | 1     | Мексика (MEX)        | Една Каррільйо          |
| Континентальна квота (Азія)                                      | 2     | Північна Корея (PRK) | Кім Сол Мі              |
| Континентальна квота (Азія)                                      | 2     | В'єтнам (VIE)        | Ван Нгок Ту             |
| Континентальна квота (Океанія)                                   | 1     | Австралія (AUS)      | Хлоя Райнер             |
| Запрошення                                                       | 0     | —                    | —                       |
| Перерозподіл невикористаних квот                                 | 1     | Італія (ITA)         | Валентина Москатт       |
| Загалом                                                          | 23    |                      |                         |

### До 52 кг
| Кваліфікація                                                     | Місця | НОК                | Дзюдоїстка             |
| ---------------------------------------------------------------- | ----- | ------------------ | ---------------------- |
| Квота країни-господарки                                          | 1     | Бразилія (BRA)     | Еріка Міранда          |
| Олімпійський кваліфікаційний рейтинг (станом на 30 травня, 2016) | 14    | Румунія (ROU)      | Андреа Кіцу            |
| Олімпійський кваліфікаційний рейтинг (станом на 30 травня, 2016) | 14    | Косово (KOS)       | Майлінда Келменді      |
| Олімпійський кваліфікаційний рейтинг (станом на 30 травня, 2016) | 14    | Японія (JPN)       | Місато Накамура        |
| Олімпійський кваліфікаційний рейтинг (станом на 30 травня, 2016) | 14    | Китай (CHN)        | Ма Іннань              |
| Олімпійський кваліфікаційний рейтинг (станом на 30 травня, 2016) | 14    | Росія (RUS)        | Наталія Кузютіна       |
| Олімпійський кваліфікаційний рейтинг (станом на 30 травня, 2016) | 14    | Італія (ITA)       | Одетте Джуффріда       |
| Олімпійський кваліфікаційний рейтинг (станом на 30 травня, 2016) | 14    | Ізраїль (ISR)      | Гілі Коен              |
| Олімпійський кваліфікаційний рейтинг (станом на 30 травня, 2016) | 14    | Франція (FRA)      | Пріссіла Нєто          |
| Олімпійський кваліфікаційний рейтинг (станом на 30 травня, 2016) | 14    | Німеччина (GER)    | Марен Кре              |
| Олімпійський кваліфікаційний рейтинг (станом на 30 травня, 2016) | 14    | Туркменістан (TKM) | Гульбадам Бабамуратова |
| Олімпійський кваліфікаційний рейтинг (станом на 30 травня, 2016) | 14    | Португалія (POR)   | Жуана Рамуш            |
| Олімпійський кваліфікаційний рейтинг (станом на 30 травня, 2016) | 14    | Монголія (MGL)     | Адьяасамбуугійн Цолмон |
| Олімпійський кваліфікаційний рейтинг (станом на 30 травня, 2016) | 14    | Туніс (TUN)        | Хела Аярі              |
| Олімпійський кваліфікаційний рейтинг (станом на 30 травня, 2016) | 14    | Швейцарія (SUI)    | Евелін Чопп            |
| Континентальна квота (Європа)                                    | 2     | Білорусь (BLR)     | Дарина Скрипник        |
| Континентальна квота (Європа)                                    | 2     | Іспанія (ESP)      | Лаура Гомес            |
| Континентальна квота (Африка)                                    | 1     | Маврикій (MRI)     | Крістіанна Лежентіл    |
| Континентальна квота (Америка)                                   | 2     | Канада (CAN)       | Екатеріна Гуйке        |
| Континентальна квота (Америка)                                   | 2     | США (USA)          | Анджеліка Дельгадо     |
| Континентальна квота (Азія)                                      | 0     | —                  | —                      |
| Континентальна квота (Океанія)                                   | 0     | —                  | —                      |
| Запрошення                                                       | 1     | Бурунді (BDI)      | Антуанетта Гасонго     |
| Загалом                                                          | 21    |                    |                        |

### До 57 кг
| Кваліфікація                                                     | Місця | НОК                     | Дзюдоїстка            |
| ---------------------------------------------------------------- | ----- | ----------------------- | --------------------- |
| Квота країни-господарки                                          | 1     | Бразилія (BRA)          | Рафаела Сілва         |
| Олімпійський кваліфікаційний рейтинг (станом на 30 травня, 2016) | 14    | Монголія (MGL)          | Доржсуренгійн Сум'яа  |
| Олімпійський кваліфікаційний рейтинг (станом на 30 травня, 2016) | 14    | Південна Корея (KOR)    | Кім Джан Ді           |
| Олімпійський кваліфікаційний рейтинг (станом на 30 травня, 2016) | 14    | США (USA)               | Марті Маллой          |
| Олімпійський кваліфікаційний рейтинг (станом на 30 травня, 2016) | 14    | Японія (JPN)            | Каорі Мацумото        |
| Олімпійський кваліфікаційний рейтинг (станом на 30 травня, 2016) | 14    | Франція (FRA)           | Отон Пав'я            |
| Олімпійський кваліфікаційний рейтинг (станом на 30 травня, 2016) | 14    | Румунія (ROU)           | Коріна Кепріоріу      |
| Олімпійський кваліфікаційний рейтинг (станом на 30 травня, 2016) | 14    | Канада (CAN)            | Катерін Бошемен-Пінар |
| Олімпійський кваліфікаційний рейтинг (станом на 30 травня, 2016) | 14    | Португалія (POR)        | Телма Монтейру        |
| Олімпійський кваліфікаційний рейтинг (станом на 30 травня, 2016) | 14    | Велика Британія (GBR)   | Некода Сміт-Дейвіс    |
| Олімпійський кваліфікаційний рейтинг (станом на 30 травня, 2016) | 14    | Китайський Тайбей (TPE) | Лянь Чженьлінь        |
| Олімпійський кваліфікаційний рейтинг (станом на 30 травня, 2016) | 14    | Угорщина (HUN)          | Хедвіг Каракаш        |
| Олімпійський кваліфікаційний рейтинг (станом на 30 травня, 2016) | 14    | Австрія (AUT)           | Сабріна Фільцмозер    |
| Олімпійський кваліфікаційний рейтинг (станом на 30 травня, 2016) | 14    | Німеччина (GER)         | Міріам Ропер          |
| Олімпійський кваліфікаційний рейтинг (станом на 30 травня, 2016) | 14    | Косово (KOS)            | Нора Г'якова          |
| Континентальна квота (Європа)                                    | 2     | Нідерланди (NED)        | Санне Верхаген        |
| Континентальна квота (Європа)                                    | 2     | Польща (POL)            | Арлета Подолак        |
| Континентальна квота (Африка)                                    | 2     | Сенегал (SEN)           | Ортанс Дьєдью         |
| Континентальна квота (Африка)                                    | 2     | Кот-д'Івуар (CIV)       | Зулейха Дабонне       |
| Континентальна квота (Америка)                                   | 1     | Колумбія (COL)          | Ядініс Амаріс         |
| Континентальна квота (Азія)                                      | 1     | Туркменістан (TKM)      | Рушана Нурджавова     |
| Континентальна квота (Океанія)                                   | 1     | Нова Зеландія (NZL)     | Дарсіна Мануель       |
| Запрошення                                                       | 0     | —                       | —                     |
| Загалом                                                          | 22    |                         |                       |

### До 63 кг
| Кваліфікація                                                     | Місця | НОК                      | Дзюдоїстка              |
| ---------------------------------------------------------------- | ----- | ------------------------ | ----------------------- |
| Квота країни-господарки                                          | 1     | Бразилія (BRA)           | Маріана Сілва           |
| Олімпійський кваліфікаційний рейтинг (станом на 30 травня, 2016) | 14    | Словенія (SLO)           | Тіна Трстеняк           |
| Олімпійський кваліфікаційний рейтинг (станом на 30 травня, 2016) | 14    | Франція (FRA)            | Кларісс Агбеньєну       |
| Олімпійський кваліфікаційний рейтинг (станом на 30 травня, 2016) | 14    | Ізраїль (ISR)            | Ярден Джербі            |
| Олімпійський кваліфікаційний рейтинг (станом на 30 травня, 2016) | 14    | Німеччина (GER)          | Мартіна Трайдос         |
| Олімпійський кваліфікаційний рейтинг (станом на 30 травня, 2016) | 14    | Австрія (AUT)            | Катрін Унтервурцахер    |
| Олімпійський кваліфікаційний рейтинг (станом на 30 травня, 2016) | 14    | Монголія (MGL)           | Цедевсуренгійн Монхзаяа |
| Олімпійський кваліфікаційний рейтинг (станом на 30 травня, 2016) | 14    | Японія (JPN)             | Міку Тасіро             |
| Олімпійський кваліфікаційний рейтинг (станом на 30 травня, 2016) | 14    | Велика Британія (GBR)    | Аліс Шлезінгер          |
| Олімпійський кваліфікаційний рейтинг (станом на 30 травня, 2016) | 14    | Нідерланди (NED)         | Аніка ван Емден         |
| Олімпійський кваліфікаційний рейтинг (станом на 30 травня, 2016) | 14    | Італія (ITA)             | Едвіг Гвенд             |
| Олімпійський кваліфікаційний рейтинг (станом на 30 травня, 2016) | 14    | Китай (CHN)              | Ян Цзюнься              |
| Олімпійський кваліфікаційний рейтинг (станом на 30 травня, 2016) | 14    | Росія (RUS)              | Катерина Валькова       |
| Олімпійський кваліфікаційний рейтинг (станом на 30 травня, 2016) | 14    | Куба (CUB)               | Марісет Еспіноса        |
| Олімпійський кваліфікаційний рейтинг (станом на 30 травня, 2016) | 14    | Австралія (AUS)          | Катаріна Хекер          |
| Континентальна квота (Європа)                                    | 2     | Швеція (SWE)             | Мія Херманссон          |
| Континентальна квота (Європа)                                    | 2     | Туреччина (TUR)          | Бюшра Катіпоглу         |
| Континентальна квота (Африка)                                    | 2     | Гана (GHA)               | Сандра Согеті           |
| Континентальна квота (Африка)                                    | 2     | Марокко (MAR)            | Різлен Зуак             |
| Континентальна квота (Америка)                                   | 1     | Еквадор (ECU)            | Естефанія Гарсія        |
| Континентальна квота (Азія)                                      | 2     | Південна Корея (KOR)     | Пак Джі Юн              |
| Континентальна квота (Азія)                                      | 2     | Казахстан (KAZ)          | Маріан Урдабаєва        |
| Континентальна квота (Океанія)                                   | 0     | —                        | —                       |
| Запрошення                                                       | 4     | Андорра (AND)            | Лаура Сальєс            |
| Запрошення                                                       | 4     | Гвінея (GUI)             | Мамадама Бангура        |
| Запрошення                                                       | 4     | Північна Македонія (MKD) | Катерина Ніколоска      |
| Запрошення                                                       | 4     | Непал (NEP)              | Пхупу Кхатрі            |
| Загалом                                                          | 26    |                          |                         |

### До 70 кг
| Кваліфікація                                                     | Місця | НОК                    | Дзюдоїстка               |
| ---------------------------------------------------------------- | ----- | ---------------------- | ------------------------ |
| Квота країни-господарки                                          | 1     | Бразилія (BRA)         | Марія Портела            |
| Олімпійський кваліфікаційний рейтинг (станом на 30 травня, 2016) | 14    | Нідерланди (NED)       | Кім Поллінг              |
| Олімпійський кваліфікаційний рейтинг (станом на 30 травня, 2016) | 14    | Франція (FRA)          | Жевріз Еман              |
| Олімпійський кваліфікаційний рейтинг (станом на 30 травня, 2016) | 14    | Німеччина (GER)        | Лаура Варгас-Кох         |
| Олімпійський кваліфікаційний рейтинг (станом на 30 травня, 2016) | 14    | Колумбія (COL)         | Юрі Альвеар              |
| Олімпійський кваліфікаційний рейтинг (станом на 30 травня, 2016) | 14    | Іспанія (ESP)          | Марія Бернабеу           |
| Олімпійський кваліфікаційний рейтинг (станом на 30 травня, 2016) | 14    | Австрія (AUT)          | Бернадетт Граф           |
| Олімпійський кваліфікаційний рейтинг (станом на 30 травня, 2016) | 14    | Південна Корея (KOR)   | Кім Сон Йон              |
| Олімпійський кваліфікаційний рейтинг (станом на 30 травня, 2016) | 14    | Канада (CAN)           | Келіта Зупанчіч          |
| Олімпійський кваліфікаційний рейтинг (станом на 30 травня, 2016) | 14    | Ізраїль (ISR)          | Лінда Болдер             |
| Олімпійський кваліфікаційний рейтинг (станом на 30 травня, 2016) | 14    | Японія (JPN)           | Харука Татімото          |
| Олімпійський кваліфікаційний рейтинг (станом на 30 травня, 2016) | 14    | Велика Британія (GBR)  | Саллі Конвей             |
| Олімпійський кваліфікаційний рейтинг (станом на 30 травня, 2016) | 14    | Марокко (MAR)          | Ассмаа Ньянг             |
| Олімпійський кваліфікаційний рейтинг (станом на 30 травня, 2016) | 14    | Польща (POL)           | Катажина Кліс            |
| Олімпійський кваліфікаційний рейтинг (станом на 30 травня, 2016) | 14    | Монголія (MGL)         | Ценд-Аюушійн Наранжаргал |
| Континентальна квота (Європа)                                    | 2     | Хорватія (CRO)         | Барбара Матич            |
| Континентальна квота (Європа)                                    | 2     | Грузія (GEO)           | Естер Стам               |
| Континентальна квота (Африка)                                    | 2     | Ангола (ANG)           | Антонія Морейра          |
| Континентальна квота (Африка)                                    | 2     | Туніс (TUN)            | Худа Мілед               |
| Континентальна квота (Америка)                                   | 2     | Пуерто-Рико (PUR)      | Марія Перес              |
| Континентальна квота (Америка)                                   | 2     | Венесуела (VEN)        | Ельвісмар Родрігес       |
| Континентальна квота (Азія)                                      | 2     | Китай (CHN)            | Чжоу Чао                 |
| Континентальна квота (Азія)                                      | 2     | Узбекистан (UZB)       | Гульноза Матніязова      |
| Континентальна квота (Океанія)                                   | 0     | —                      | —                        |
| Запрошення                                                       | 1     | Команда біженців (ROA) | Йоланде Мабіка           |
| Загалом                                                          | 24    |                        |                          |

### До 78 кг
| Кваліфікація                                                     | Місця | НОК                   | Дзюдоїстка             |
| ---------------------------------------------------------------- | ----- | --------------------- | ---------------------- |
| Квота країни-господарки                                          | 1     | Бразилія (BRA)        | Майра Агіяр            |
| Олімпійський кваліфікаційний рейтинг (станом на 30 травня, 2016) | 14    | США (USA)             | Кайла Гаррісон         |
| Олімпійський кваліфікаційний рейтинг (станом на 30 травня, 2016) | 14    | Франція (FRA)         | Одрі Тшемео            |
| Олімпійський кваліфікаційний рейтинг (станом на 30 травня, 2016) | 14    | Нідерланди (NED)      | Мархінде Веркерк       |
| Олімпійський кваліфікаційний рейтинг (станом на 30 травня, 2016) | 14    | Німеччина (GER)       | Луїза Мальцан          |
| Олімпійський кваліфікаційний рейтинг (станом на 30 травня, 2016) | 14    | Словенія (SLO)        | Анамарі Веленшек       |
| Олімпійський кваліфікаційний рейтинг (станом на 30 травня, 2016) | 14    | Велика Британія (GBR) | Наталі Пауел           |
| Олімпійський кваліфікаційний рейтинг (станом на 30 травня, 2016) | 14    | Японія (JPN)          | Мамі Умекі             |
| Олімпійський кваліфікаційний рейтинг (станом на 30 травня, 2016) | 14    | Угорщина (HUN)        | Абігель Йоо            |
| Олімпійський кваліфікаційний рейтинг (станом на 30 травня, 2016) | 14    | Північна Корея (PRK)  | Соль Кьон              |
| Олімпійський кваліфікаційний рейтинг (станом на 30 травня, 2016) | 14    | Україна (UKR)         | Вікторія Туркс         |
| Олімпійський кваліфікаційний рейтинг (станом на 30 травня, 2016) | 14    | Китай (CHN)           | Чжан Чжехуей           |
| Олімпійський кваліфікаційний рейтинг (станом на 30 травня, 2016) | 14    | Польща (POL)          | Дарія Погоржелец       |
| Олімпійський кваліфікаційний рейтинг (станом на 30 травня, 2016) | 14    | Австралія (AUS)       | Міранда Джамбеллі      |
| Олімпійський кваліфікаційний рейтинг (станом на 30 травня, 2016) | 14    | Габон (GAB)           | Сара Мазус             |
| Континентальна квота (Європа)                                    | 0     | —                     | —                      |
| Континентальна квота (Африка)                                    | 1     | Камерун (CMR)         | Ортенс Атаньяна        |
| Континентальна квота (Америка)                                   | 1     | Куба (CUB)            | Яленніс Кастільйо      |
| Континентальна квота (Азія)                                      | 1     | Монголія (MGL)        | Пуревжаргалин Лхамдегд |
| Континентальна квота (Океанія)                                   | 0     | —                     | —                      |
| Запрошення                                                       | 0     | —                     | —                      |
| Загалом                                                          | 18    |                       |                        |

### Понад 78 кг
| Кваліфікація                                                     | Місця | НОК                        | Дзюдоїстка       |
| ---------------------------------------------------------------- | ----- | -------------------------- | ---------------- |
| Квота країни-господарки                                          | 1     | Бразилія (BRA)             | Марія Альтеман   |
| Олімпійський кваліфікаційний рейтинг (станом на 30 травня, 2016) | 14    | Китай (CHN)                | Юй Сун           |
| Олімпійський кваліфікаційний рейтинг (станом на 30 травня, 2016) | 14    | Куба (CUB)                 | Ідаліс Ортіс     |
| Олімпійський кваліфікаційний рейтинг (станом на 30 травня, 2016) | 14    | Франція (FRA)              | Емілі Андеоль    |
| Олімпійський кваліфікаційний рейтинг (станом на 30 травня, 2016) | 14    | Японія (JPN)               | Канае Ямабе      |
| Олімпійський кваліфікаційний рейтинг (станом на 30 травня, 2016) | 14    | Туніс (TUN)                | Ніхель Шейх Руху |
| Олімпійський кваліфікаційний рейтинг (станом на 30 травня, 2016) | 14    | Україна (UKR)              | Світлана Ярьомка |
| Олімпійський кваліфікаційний рейтинг (станом на 30 травня, 2016) | 14    | Німеччина (GER)            | Жасмін Кюльбс    |
| Олімпійський кваліфікаційний рейтинг (станом на 30 травня, 2016) | 14    | Південна Корея (KOR)       | Кім Мін Джун     |
| Олімпійський кваліфікаційний рейтинг (станом на 30 травня, 2016) | 14    | Туреччина (TUR)            | Кайра Саїт       |
| Олімпійський кваліфікаційний рейтинг (станом на 30 травня, 2016) | 14    | Нідерланди (NED)           | Тессі Савелкоулс |
| Олімпійський кваліфікаційний рейтинг (станом на 30 травня, 2016) | 14    | Мексика (MEX)              | Ванесса Замботті |
| Олімпійський кваліфікаційний рейтинг (станом на 30 травня, 2016) | 14    | Росія (RUS)                | Ксенія Чибісова  |
| Олімпійський кваліфікаційний рейтинг (станом на 30 травня, 2016) | 14    | Пуерто-Рико (PUR)          | Мелісса Мохіка   |
| Олімпійський кваліфікаційний рейтинг (станом на 30 травня, 2016) | 14    | Боснія і Герцеговина (BIH) | Лариса Церіч     |
| Континентальна квота (Європа)                                    | 1     | Литва (LTU)                | Санта Пакеніте   |
| Континентальна квота (Африка)                                    | 1     | Алжир (ALG)                | Соня Асселах     |
| Континентальна квота (Америка)                                   | 0     | —                          | —                |
| Континентальна квота (Азія)                                      | 0     | —                          | —                |
| Континентальна квота (Океанія)                                   | 0     | —                          | —                |
| Запрошення                                                       |       |                            |                  |
| Загалом                                                          | 17    |                            |                  |